# Morelos
Morelos is een van de kleinste staten van Mexico. Ze heeft een oppervlakte van 4941 km² en 1.616.900 inwoners (2003). Morelos grenst aan de staten Mexico, Puebla en Guerrero en aan Mexico-Stad. De hoofdstad van Morelos is Cuernavaca. Andere steden in Morelos zijn Cuautla, Jiutepec en Temixco. De precolumbiaanse stad Xochicalco bevindt zich ook in Morelos. Door het gunstige klimaat bevinden zich veel kuuroorden in Morelos.
De staat is genoemd naar de onafhankelijkheidsstrijder José María Morelos. De staat werd gesticht in 1869. Gedurende de Mexicaanse Revolutie was het de thuisbasis van Emiliano Zapata en zijn Bevrijdingsleger van het Zuiden.

## Gemeenten
Morelos bestaat uit 36 gemeenten, zie Lijst van gemeenten van Morelos.